# Липняк (село)
Липня́к — село в Україні, у Сумській міській громаді Сумського району Сумської області. Населення становить 122 осіб. Колишній орган місцевого самоврядування — Великочернеччинська сільська рада.

## Географія
Село Липняк знаходиться між селом Велика Чернеччина (0,5 км) і містом Суми (1,5 км). За 1,5 км протікає річка Псел. По селу протікає пересихаючий струмок з греблею. Через село проходить автомобільна дорога Т 1901.

## Історія
12 червня 2020 року, відповідно до розпорядження Кабінету Міністрів України № 723-р «Про визначення адміністративних центрів та затвердження територій територіальних громад Сумської області», село увійшло до складу Сумської міської громади.
19 липня 2020 року, в результаті адміністративно-територіальної реформи та ліквідації Сумського району(1923—2020), увійшло до складу новоутвореного Сумського району.

## Населення

### Мова
Розподіл населення за рідною мовою за даними перепису 2001 року:
| Мова       | Кількість | Відсоток |
| ---------- | --------- | -------- |
| українська | 114       | 93.44%   |
| російська  | 8         | 6.56%    |
| Усього     | 122       | 100%     |